# Unteroberndorf (Breitengüßbach)
Unteroberndorf  ist ein Gemeindeteil der Gemeinde Breitengüßbach im Landkreis Bamberg (Oberfranken, Bayern). Es leben 659 Einwohner im Ort.

## Lage
Das Kirchdorf Unteroberndorf liegt im Norden des Landkreises Bamberg circa einen Kilometer von der A 73 Bamberg–Suhl entfernt. Wenige Kilometer westlich des Orts fließt der Main.
Im Zuge der Ausbaustrecke Nürnberg–Ebensfeld entstand 2016 bei Unteroberndorf ein Überwerfungsbauwerk, mit dem das in Richtung Leipzig führende Gleis über die Bestandsstrecke hinweg geführt wird.

## Geschichte
Erstmals urkundlich erwähnt wurde Unteroberndorf im ältesten Bamberger Bischofsurbar 1323/28 als „Oberndorf“. 1521 wurde erstmals der Name Unteroberndorf genannt.
Von 1954 bis 1971/72 bestand in Unteroberndorf eine eigene Volksschule.
Am 1. Mai 1978 wurde Unteroberndorf in die Gemeinde Breitengüßbach eingegliedert.

## Öffentlicher Personennahverkehr
In Unteroberndorf befinden sich zwei Bushaltestellen. Diese werden von den Linien 953, 956, 957 und 960 im Verkehrsverbund Großraum Nürnberg (VGN) angefahren.

Der Bahnhof Breitengüßbach befindet sich an der Bahnstrecke Bamberg–Hof im Nachbarort Breitengüßbach, gut 20 Minuten zu Fuß von Unteroberndorf.